# 斯科特·马丁
斯科特·马丁（英語：Scott Martin，1982年10月12日—），澳大利亚男子田径运动员。他曾代表澳大利亚参加2006年英联邦运动会田径比赛，获得一枚金牌和一枚铜牌。他也曾参加2008年和2012年夏季奥林匹克运动会。